# Citoyen d'honneur (Empire russe)
Pour les articles homonymes, voir Citoyen d'honneur.
Le citoyen d'honneur était, dans l'Empire russe, l'équivalent russe du bourgeois honoraire suisse ou du bourgeois enregistré des bonnes villes de l'Ancien Régime, à ceci près que les prérogatives attachées à cette qualité étaient valables dans tout l'Empire, à la différence de celles du bourgeois français ou suisse, dont les droits ne s'exerçaient que sur le seul territoire de la commune où il était enregistré.
Si le statut a été créé sous cette dénomination en 1832 par un manifeste de l'empereur Nicolas Ier, sur proposition du ministre comte Cancrin, le manifeste ne faisait que reprendre, quoiqu'en les élargissant à d'autres catégories, la plupart des dispositions de la classe des citoyens éminents, instituée en 1785.
Voilà pourquoi il est généralement admis que ces deux statuts successifs, concernant peu ou prou la même classe sociale, sont à traiter ensemble.

## Les citoyens éminents: 1785-1832

### Contexte
C’est assez tardivement, en 1785, que la dynastie des Romanov introduisit le titre et le statut de citoyen éminent des bonnes villes. En effet, Catherine II, consciente des lacunes du système de la Table des Rangs — système qui éliminait d'office de la course aux honneurs les académiciens artistes ou intellectuels, ainsi que, d'autant plus, les entrepreneurs — introduisit le 21 avril 1785 dans sa Charte des droits et des privilèges des bonnes villes de l'Empire russe le titre, alors viager, de citoyen éminent d’une ville.
Décernée à titre viager, la dignité de citoyen éminent devint rapidement, durant sa brève existence, quasi-héréditaire, les formalités exigibles des fils légitimes des citoyens éminents étant tout à fait symboliques.

### Conditions d'obtention
Tout citadin jouissant d'une bonne réputation pouvait prétendre au brevet de citoyen éminent s’il souscrivait à l’une des sept conditions suivantes :
- Personne élue ou électrice;
- Personne disposant de certificat(s) académique(s) et/ou universitaire(s) (diplômes);
- Artiste ou interprète d'œuvre(s) artistique(s) (avec des certificats prouvant cette activité);
- Commerçant, entrepreneur, marchand inscrit à l'une des trois guildes[7];
- Personne disposant d’un capital d’au moins 50 000 roubles, non membre d'une guilde;
- Banquier, financier disposant d’un capital dépassant les 100 000 roubles, non membre d'une guilde;
- Grossiste (= non détaillant), non membre d'une guilde;
- Armateur, propriétaire d’au moins un navire de commerce avec l’étranger, non membre d'une guilde.

### Droits et privilèges
Les privilèges attachés au titre de citoyen éminent reprenaient certains de ceux de la noblesse de service :
- Exemption de l’impôt de capitation ;
- Exemption des châtiments corporels ;
- Droit de circuler et de résider librement dans la ville dont ils relevaient ;
- Droit de circuler en calèche, c'est-à-dire droit aux armoiries[9] ;
- Droit de posséder une maison de campagne agrémentée d’un jardin et de disposer de domestiques (dûment rétribués ; la possession de serfs restant formellement interdite, afin d'empêcher dans l'œuf toute velléité de rachat de latifundia aristocratiques, donc éviter le surendettement de la noblesse foncière, considérée alors comme l'une des bases de la société russe. L'empereur Paul Ier ouvrit toutefois une légère brèche dans ce principe en créant les dignités de conseillers (à la Cour) du commerce ou des manufactures, logiquement attribuées à des commerçants russes ou étrangers, qui apportaient à leurs détenteurs la double qualité de citoyens éminents héréditaires et de nobles viagers (pour pouvoir se présenter à la Cour) ; ces conseillers pouvaient donc disposer de biens réservés à la noblesse, notamment de domaines de rapport avec serfs.).

Certains droits accordés étaient, par contre, tout à fait réservés à cette nouvelle classe de bourgeois :
- Droit de posséder un ou plusieurs navires de commerce avec l’Étranger[10] ;
- Droit de commercer (commerce de gros uniquement)[11].

Enfin, l'appartenance à cette classe pouvait aussi servir de tremplin vers la noblesse héréditaire, sous réserve que le postulant puisse prouver (1) qu'il avait mené (au moins) trente ans de vie honorable dans ce statut et (2) que ses père et grand-père en lignée paternelle légitime étaient déjà eux-mêmes citoyens éminents ou équivalents.
Paul Ier, empereur assez moderniste dans sa conception de la société et conscient du grand retard de l'Empire en matière d'économie, poursuivit l'œuvre de la mère abhorrée en créant deux titres de cour (administratifs, non transmissibles) destinés aux seuls marchands et entrepreneurs, afin de mieux solliciter leurs compétences: conseiller du commerce et conseiller des manufactures. Assimilés aux assesseurs de collège de la Table des rangs, ces nouveaux titres permettaient à leurs détenteurs de prétendre à la noblesse personnelle, notamment de posséder un domaine avec des serfs ou de pouvoir inscrire leurs enfants aux lycées et aux universités. 
Leurs bénéficiaires étaient citoyens éminents (héréditaires) de plein droit.

### Restrictions des conditions d'obtention et suppression des citoyens éminents
La noblesse étant toujours hésitante à l’égard du (petit) commerce, activité jugée particulièrement infamante, Alexandre Ier revint sur la charte de Catherine et réserva aux seuls membres de la 1re Guilde, aux intellectuels et aux artistes le bénéfice de la citoyenneté éminente (manifeste du 1er janvier 1807 – Alexandre Ier), citoyenneté éminente dont les droits furent encore augmentés, les différences avec la noblesse personnelle s'estompant encore plus : droit de se présenter à la cour, droit de ceindre l'épée et inscription dans le Livre de velours des marchands.
Conscient du caractère trop restrictif des conditions d'adhésion à ce statut, George Cancrin, alors ministre des Finances et lui-même issu de la moyenne bourgeoisie hessoise, soumit en 1827 un mémoire à l'adresse du tsar où il détaillait les avantages que l'Empire aurait à créer une classe de bourgeoisie héréditaire permettant aux commerçants et aux industriels, notamment juifs, de s'épanouir en Russie, et donc d'y développer durablement l'économie. Après cinq années de très longues délibérations, le tsar Nicolas Ier promulgua le 10 avril 1832 un manifeste élargissant les conditions d'obtention de ce statut, créant la classe des citoyens d'honneur.

## Les citoyens d'honneur: 1832-1917

### Contexte et création de la citoyenneté honoraire
Le manifeste du 10 avril 1832 refondait complètement les différentes dispositions présidant aux citoyens éminents, supprimant notamment les titres de marchand de 1re classe et de citoyen éminent, créant ainsi une nouvelle classe de bourgeois, à mi-chemin entre la noblesse et le peuple, désormais appelés citoyens honoraires, ou, plus généralement, honoraires, à l'instar de ce qui existait alors dans de nombreuses villes d'Europe.
Les citadins libres étaient désormais répartis en cinq classes :
- les citoyens honoraires ;
- les marchands de la 2e guilde et les étrangers ;
- les citadins du tout venant (dont le petits commerçants non propriétaires) ;
- les artisans ;
- le peuple.

Les citoyens honoraires, au faîte de la hiérarchie municipale, se trouvaient donc placés au 5e rang de la hiérarchie sociale de l'Empire, soit après, dans l'ordre décroissant, le souverain, les membres légitimes de la Maison impériale, la noblesse héréditaire et le haut-clergé. Ils étaient répartis en honoraires héréditaires et honoraires viagers, ces derniers disposant de privilèges à titre personnel uniquement.

### Conditions d'obtention
Étaient considérés honoraires héréditaires de plein droit les:
- Citoyens éminents déjà enregistrés[26];
- Conseillers du commerce ou des manufactures[27];
- Récipiendaires d'une classe non anoblissante d'un ordre de chevalerie, tels que les chevaliers de Saint-Vladimir de 4e classe[28];
- Membres de la 1re Guilde depuis au moins vingt ans;
- Propriétaires non endettés d'un domaine dans les provinces orientales et d'une valeur de 15 000 roubles à 30 000 roubles
- Tchinoviki (fonctionnaires civils de l'Empire) et militaires non nobles[29], notamment les enseignants, y compris ceux des écoles juives (1835). Soit les tchinoviki et militaires des rangs XIV à VI.
- Descendants de membres non nobles du clergé orthodoxe, du clergé arménien, musulman (Caucase) ou protestant luthérien (provinces baltes);
- Diplômés et étudiants non nobles, notamment les diplômés juifs (1835);
- Artistes non nobles avec certificats et diplômes;
- Artistes des théâtres impériaux depuis au moins dix ans;
- Diplômés de l'Académie des Beaux-Arts;
- Étrangers résidents en Russie, diplômés en Russie ou à l'étranger, notamment les ingénieurs et les médecins (dès 1849);
- Médecins, pharmaciens, ingénieurs et vétérinaires des universités russes (1849);
- Enfants et veuves des précédents;
- Enfants et veuves de nobles personnels;
- Enfants illégitimes d'hommes nobles héréditaires.

Grande nouveauté par rapport aux citoyens éminents : les grands corps de l'État - ministères et organisations - pouvaient proposer chaque année une liste de personnalités jugées dignes de la citoyenneté honoraire, quand bien même elles ne pouvaient y prétendre à titre personnel.

#### Révision du statut des Juifs (1835): reconnaissance officielle dustatut de Juif russe
Quasiment oubliée dans la première moûture (1832), l'élite des Juifs russes fut rapidement associée à la bourgeoisie héréditaire grâce à la révision de son statut en 1835 : d'étrangers permanents, ils devenaient une des forces vives de l'administration russe, qui en attendait tant pour son développement économique.
Les Juifs habitant l'Empire étaient jusqu'alors tous considérés comme des étrangers résidents permanents, et dépendaient donc du statut correspondant, assorti de l'obligation de vivre dans des villages ou des quartiers réservés. Et bien peu avaient pu changer de statut, fors quelques intellectuels ou financiers, comme le baron Pierre Chafiroff, fils d'un prisonnier polonais converti et l'un des plus célèbres diplomates de Pierre le Grand.
Sous l'influence du parti allemand, alors favorable à la création d'une bourgeoisie voire d'une noblesse juive en Russie, et poursuivant la politique d'intégration de toutes les composantes de l'Empire, l'empereur Nicolas Ier révisa leur statut dans un manifeste du 13 avril 1835, manifeste qui permettait désormais aux Juifs titulaires d'un diplôme (russe ou étranger) de postuler à la citoyenneté honoraire viagère ou héréditaire (cette dernière réservée à ceux qui avaient un doctorat).
Toutefois, la situation des Juifs ou des orthodoxes d'origine juive s'aggrava à nouveau à partir de mai 1882, avec la publication des Lois de mai, d'inspiration antisémite, et dont l'objectif avoué était d'empêcher quasi-systématiquement ces citoyens russes de s'élever dans la société.

### Enregistrement
Comme pour les nouveaux nobles, les postulants honoraires devaient obtenir l'enregistrement, moyennant finances, de leur nouveau statut par la Commission héraldique du Sénat. Cet enregistrement pouvait, le cas échéant, s'accompagner de celui d'armoiries familiales.
Bien entendu, les récipiendaires d'un ordre de chevalerie qui bénéficiaient de la noblesse personnelle n'était pas tenus par de telles obligations, l'inscription dans les registres de l'ordre suffisant, puisqu'elle était connue (et avalisée par) de la Commission héraldique; ils étaient néanmoins tenus de s'y plier pour faire, de leur libre volonté, enregistrer leurs éventuelles armoiries (les droits étant différents).

### Droits et privilèges
Les droits et privilèges accordés aux citoyens d'honneur reprenaient la plupart de ceux des citoyens éminents:
- Droit de porter dans tous les documents et actes officiels le titre de citoyens d'honneur, héréditaire[42];
- Exemption des châtiments corporels;
- Droit de vote et d'élection au conseil municipal;
- Droit d'inscription au lycée et à l'université;
- Droit de porter et d'enregistrer ses armoiries[43] auprès de la Commission héraldique du Sénat[44];
- Droit de posséder des demeures à la campagne (entretenues par du personnel libre rétribué par salaire);
- Droit d'entretenir du personnel (libre) dûment rétribué par salaire(s)[45];
- Droit de commercer (sans vendre soi-même dans un magasin de détail).

### Déchéance
Les citoyens d'honneurs, héréditaires ou personnels, pouvaient perdre leur statut lors de condamnations de justice, que ce soit à la suite d'une faillite personnelle, d'une condamnation politique ou autre, d'un scandale de mœurs, une activité servile, etc.
Dans certains cas (activité servile ou condamnation pour affaires de mœurs), la déchéance n'était que provisoire et s'éteignait au décès du dérogeant.

### Effectifs
Bien suivie par les statistiques russes de l'époque, la nouvelle classe des citoyens d'honneur, future épine dorsale de la Russie industrielle pré-révolutionnaire, se développa rapidement mais resta toujours considérée non comme une classe à part entière, mais plutôt comme le prodrôme de la noblesse (héréditaire), pilier du système impérial.
- En 1840, la Russie comportait 4 800 familles enregistrées, soit 0,1 % de la population des villes;
- En 1897, le nombre de tous les citoyens d'honneur (en incluant les épouses et les enfants) atteignait les 342 900 personnes[47], soit 0,3 % de la population citadine ;
- En 1912, ce nombre passe à 372 400 personnes (= 0,5 % de la population urbaine), dont 197 300 héréditaires.

#### Citoyens d'honneur célèbres
Moins structurée, moins organisée et surtout plus récente que la noblesse, cette classe sociale aura bien moins marqué l'histoire russe que son aînée, la noblesse russe, à laquelle elle tendait. Une bonne partie des Russes blancs, notamment les intellectuels et les industriels, relevaient toutefois de ce statut.
Quelques noms célèbres :
- le peintre Vassili Tropinine[48] ;
- le compositeur Alexandre Borodine[49] ;
- le ministre et général Dmitri Chouvaïeff ;
- le révolutionnaire Vladimir Oulianov Lénine[50] ;
- le généralissime des Armées blanches, Anton I. Dénikine[51] ;
- le journaliste sportif Georges Duperron, binational russe et français ;
- le maître-bijoutier Pierre-Carl Fabergé ;
- la famille Mamontov, dynastie de marchands de la 1re guilde
- les membres de la famille des industriels Morozov  dont Alexeï Morozov, Ivan Morozov, Ivan Vikoulovitch Morozov, Mikhaïl Morozov, Savva Morozov ;
- l'écrivain russe Anton Tchekhov[52] ;
- l'écrivain français Henri Troyat (Lev A. Tarassoff)[53].
- le dernier maire de Nijni-Novgorod avant la révolution, Dimitri Dimitrievitch Sirotkine, marchand de la 1re guilde.

### Suppression de la classe des citoyens d'honneur - statut actuel
Cette petite note ne concerne que les seuls honoraires héréditaires, les honoraires viagers étant quasiment intraçables.
Quoique la classe des citoyens d'honneur ait été officiellement abolie le 11 novembre 1917 par décret du Comité central exécutif du Parti communiste russe, le statut des familles descendant légitimement d'un honoraire héréditaire, c'est-à-dire d'un détenteur de droits nobiliaires à titre personnel (noblesse viagère), correspond à celui des familles françaises de noblesse inachevée et est traité comme tel par l'Union de la noblesse russe (UNR).

## Pour approfondir